# Counter Intelligence Corps

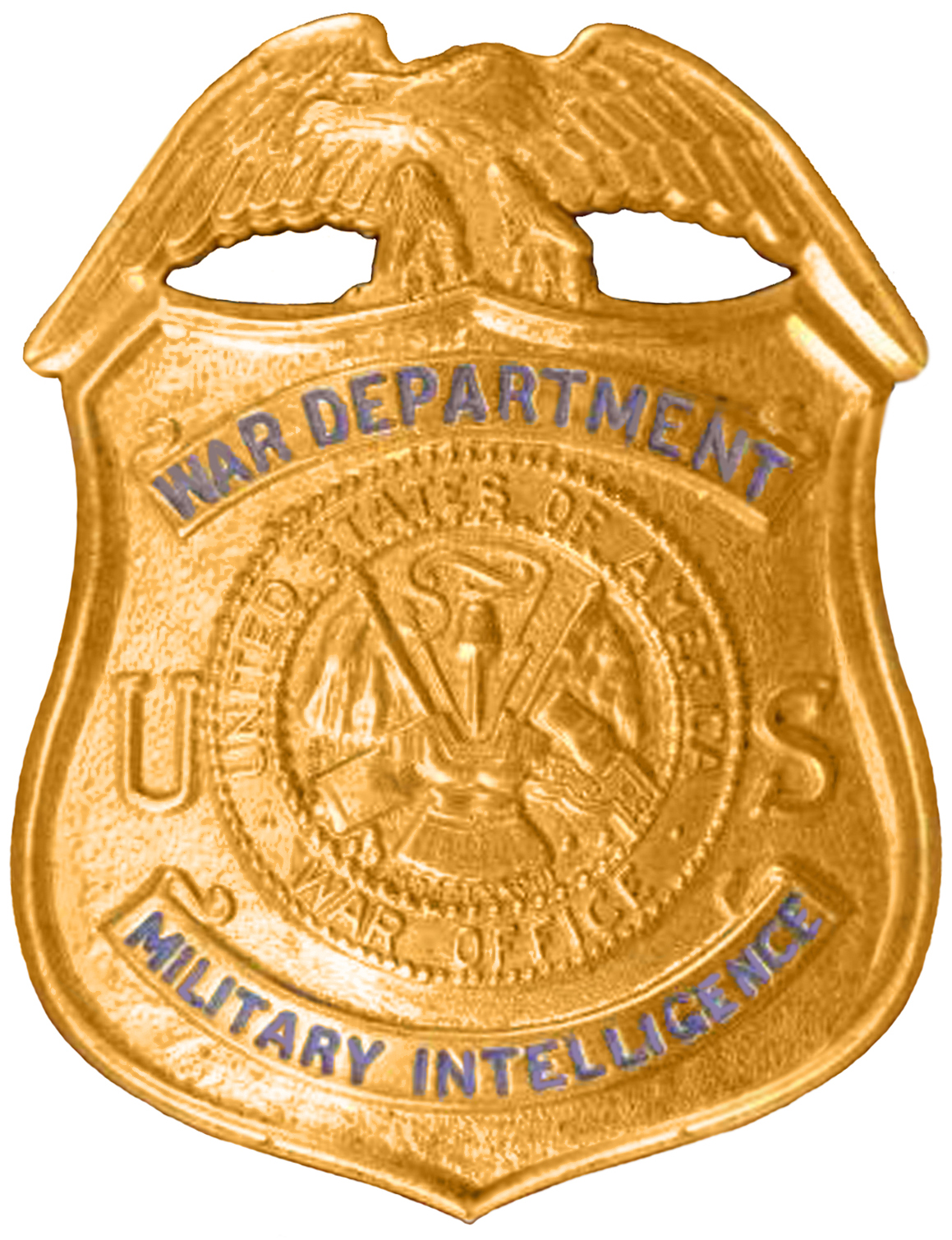
Odznaka agenta Counter Intelligence Corps w czasie II wojny światowej

Counter Intelligence Corps (CIC) – nazwa kontrwywiadu Armii Stanów Zjednoczonych w czasie II wojny światowej oraz wczesnym okresie zimnej wojny. 
W trakcie prowadzonej denazyfikacji CIC była określana na terenach niemieckich potocznie jako „amerykańskie gestapo”.
Po 1961 rolę CIC przejęła Służba Wywiadu Armii USA (ang. U.S. Army Intelligence Corps), a po 1967 Agencja Wywiadu Armii USA (ang. U.S. Army Intelligence Agency).
Aktualnie zadania te wykonywane są przez Dowództwo Wywiadu i Bezpieczeństwa Sił Lądowych (ang. United States Army Intelligence and Security Command) i Agencję Wywiadu Obronnego lub Agencję Kontrwywiadu (ang. Defense Intelligence Agency).
Jednym z agentów CIC był Robert Norton Shamansky – późniejszy prawnik i polityk związany z Partią Demokratyczną.